# Formby
Formby è una cittadina di 24.996 abitanti della contea del Merseyside, in Inghilterra.